# Konrad Franz Roßhirt
Johann Konrad Eugen Franz Roßhirt (auch Conrad Franz Roßhirt; * 26. August 1793 in Oberscheinfeld; † 5. Juni 1873 in Heidelberg) war ein deutscher Rechtswissenschaftler an der Ruprecht-Karls-Universität Heidelberg.

## Leben
Roßhirt absolvierte 1809 das (heutige) Wilhelmsgymnasium München. Ab 1810 studierte er Rechtswissenschaft an der Universität Erlangen. 1812 wurde er im Corps Onoldia recipiert. In Bayreuth bestand er 1815 als Jahrgangsbester das dort zu erzielende preußische Auskultatorexamen. Mit einem zivilrechtsvergleichenden Werk wurde er noch im selben Jahr in Erlangen zum Dr. iur. promoviert. Bereits 1816 schloss er mit einer Schrift zur Condictio indebiti auch sein Habilitationsverfahren ab und erhielt ein Jahr später eine außerordentliche Professur an der Universität Erlangen. 1818 wurde er von der Universität Heidelberg berufen, an der er zum Sommersemester 1819 seine ordentliche Professur antrat. Dort war er vornehmlich mit dem Straf- und Strafprozessrecht beschäftigt, las bis zu seiner Emeritierung 1871 aber auch über Römisches Recht, Badisches Landrecht 1810 und Kirchenrecht. 1821 wurde er Hofrat im Großherzogtum Baden; später wurde er Geheimer Hofrat und ihm wurde das Komturkreuz des Orden vom Zähringer Löwen verliehen. Roßhirt war mehrfach Dekan der Heidelberger juristischen Fakultät und 1829, 1833, 1841 und 1861 Prorektor (= Rektor) der Universität Heidelberg. 1825 und 1828 wurde er in die Zweite Kammer des Badischen Landtags gewählt. Friedrich von Weech bezeichnet ihn als Papist und Ultramontaner von Grund seiner Seele.
Roßhirt schrieb vor allem über das Strafrecht, aber auch über das Zivilprozessrecht und andere Rechtsgebiete liegen Werke vor. Sein wissenschaftliches Wirken ist zwar recht umfangreich, nach Ansicht seiner zeitgenössischen Kollegen jedoch wenig erhellend. Robert von Mohl schreibt über Roßhirt in seinen Lebenserinnerungen: Sein Wissen war sehr oberflächlich, und oft gab er sich arge Blößen; er trieb sein Werk in allerlei Fächern [...], ohne sich irgendwo Geltung zu verschaffen.[...] Er schrieb unaufhörlich; allein seine Bücher wurden anstatt besser immer elender und unbrauchbarer. Er war somit für die Universität ein wahrer Schaden, nicht sowohl durch das, was er that, denn davon nahm niemand Notiz, sondern indem er eine ordentliche Professur versperrte. Johann Friedrich von Schulte schreibt über eines von Roßhirts Hauptwerken, ein dreibändiges Werk über Geschichte und System des Strafrecht, Roßhirt zeige hier, dass er gänzlich unfähig war, irgendwie methodisch und sich an keine Sache haltend zu arbeiten. Eine derart vernichtende Kritik scheint jedoch übertrieben zu sein. Immerhin lobt Eberhard Schmidt das Herausstellen der deutschrechtlichen Elemente im deutschen Strafrecht durch Roßhirt.

## Schriften
- Die Tendenz des prätorischen Rechts und das Verhältniß desselben zum Civilrecht Hilpert, Erlangen 1812 (Dissertationsschrift).
- De legitimo condictionis indebiti fundamento Palm & Enke 1818 (Habilitationsschrift)
- Lehrbuch des Criminalrechts Mohr und Winter, Heidelberg 1821.
- Entwicklung der Grundsätze des Strafrechts Groos, Heidelberg/Leipzig 1828.
- Geschichte und System des deutschen Strafrechts Schweizerbart, Stuttgart 1838/39.
- Grundlinien des gemeinen deutschen Zivilrechts, Heidelberg 1840.
- Dogmengeschichte des Civilrechts Mohr, Heidelberg 1853.
- Encyklopädie des Kirchenrechts oder die Haupt- und Hilfswissenschaften des Kirchenrechts Mohr, Heidelberg 1865/67.